# Agnes Grey
Agnes Grey és una novel·la escrita i publicada el 1847 per l'autora anglesa Anne Brontë. La novel·la tracta sobre una institutriu del mateix nom, i està basada en les experiències de Brontë en aquest tema. Fou la primera novel·la de l'autora. De manera semblant a la novel·la de la seua germana, Jane Eyre, aquesta és una novel·la que assenyala la posició precària que afrontava una institutriu i com afecta a una dona jove.
El novel·lista irlandès George Moore elogià Agnes Grey com la "narrativa en prosa més perfecta de les obres literàries angleses".

## Argument
La novel·la narra la història d'Agnes Grey, filla d'un pastor la família del qual cau en la misèria. Desesperada per guanyar diners per al seu manteniment, agafa un dels pocs treballs disponibles per a les dones respectables de l'era victoriana —el d'institutriu dels fills de famílies de classe alta. En treballar amb dues famílies diferents (els Bloomfield i els Murray), s'adona dels problemes que enfronta una dona jove que ha de dur les regnes d'uns nens mimats i indisciplinats, només per viure del seu treball. També s'adona de la capacitat que té la riquesa i la classe social de destruir valors socials.